# Donkey Kong Jungle Beat
Donkey Kong Jungle Beat (ドンキーコングジャングルビート, Donkī Kongu Janguru Bīto) es un videojuego de aventuras para Nintendo GameCube protagonizado por el gorila Donkey Kong. Salió al mercado japonés el 16 de diciembre de 2004, en el mercado europeo el 4 de febrero de 2005 y en el mercado americano el 14 de marzo del mismo año.
Se trata de un videojuego singular, puesto que, aún pudiéndose controlar al personaje con el mando tradicional de la consola, mejora bastante su jugabilidad si se utilizan los Bongos DK, ya que el juego fue diseñado para utilizarlos como medio de control principal. Esto hace que el jugador experimente una nueva forma de jugar.
Otros juegos que también utilizan los Bongos DK son la serie de Donkey Konga, protagonizados por el mismo personaje.
Entre 2005 y 2006, Capcom desarrollo y lanzó exclusivamente para Japón, unas juegos de medalla arcade, Donkey Kong: Jungle Fever, y Donkey Kong: Banana Kingdom, ambos basados en este juego.

## NEW PLAY CONTROL! Donkey Kong Jungle Beat
NEW PLAY CONTROL! Donkey Kong Jungle Beat (Wiiであそぶドンキーコングジャングルビート, Wii de Asobu Donkī Kongu Janguru Bīto) es la adaptación del juego a Wii bajo el sello New Play Control!.
Fue lanzado en Japón el 11 de diciembre de 2008 y fue el que inició la colección New Play Control! allí, buscando adaptar otros juegos de GameCube a Wii. En Norteamérica fue lanzado el 4 de mayo de 2009, en Europa el 5 de junio del mismo año, y en Oceanía el 18 de junio.
Una versión exclusivamente digital fue lanzada en la eShop de la Wii U el 3 de noviembre del 2016.

### Adaptación a Wii

#### Sistema de control
El juego hace uso del mando de Wii y el Nunchuk para controlar al protagonista. La versión original era muy peculiar pues se podía optar por controlarlo con el control de GCN o bien por medio de los DK Bongos. Otro juego en el que se podían usar los bongós era en Donkey Konga.

#### Apartado gráfico
El juego no presenta diferencias gráficas más allá de un exclusivo selector de pantalla panorámica (16:9).

#### Otras
La nueva versión incluye más "Checkpoints" en los niveles, modificaciones en estos, nuevos niveles exclusivos para la reedición de Wii, múltiples perfiles de guardado y una interfaz muy similar a Super Mario Galaxy.

## Personajes

### Protagonista
- Donkey Kong: El gorila más famoso de los videojuegos vuelve y esta vez trae a sus poderosos puñetazos. Él tendrá que salvar el mundo.

### Animales Amigos
Son unos animales amigos que ayudan a DK a salvar el mundo. Helipájaro, Cabrisonte y Paracardilla son controlables pero Orca y Los Kiki no son controlables.
- Helipájaro: Es un pájaro azul que puede volar a gran altura. Desaparece cuando toca las paredes y los enemigos. Además del color azul puede ser también rojo, verde, amarillo, naranja y morado.
- Cabrisonte: Es una cabra gris que puede correr a gran velocidad. De ser tan rápido, no puede retroceder para atrás. Cuando DK está agarrado a él, no puede soltarse.
- Paracardilla: Es una ardilla roja que puede deslizarse como un globo. Cuando DK ve a esta ardilla la encuentra con aspecto normal y durmiendo, pero si DK la agarra se hincha como un globo y empieza a deslizarse. Desaparece cuando toca las paredes y los enemigos (como Helipájaro).
- Orca: Es una orca azul marino y blanco que puede nadar por todos los sitios acuáticos y despejar caminos para DK. Este personaje no es controlable pero si DK se agarra a ella, puede conseguir objetos que se han visto antes y saltar muy alto para que DK alcance objetos que tampoco se han visto antes. Pueden ser grandes y pequeñas.
- Los Kiki: Son pequeños monos macacos grises que ayudan a DK en casi todo, pero no son controlables. Unos están en arbustos marrones para enseñar cosas a DK, otros en arbustos verdes para impulsarle lejos, otros en arbustos azules para hacer un punto de control, otros en lianas hecha por ellos, otros en burbujas para salvar a DK, otros haciendo movimientos para que DK los imite, otros tocando instrumentos y otros simplemente siguen a DK y andan por ahí.